# Hickson Compact Group

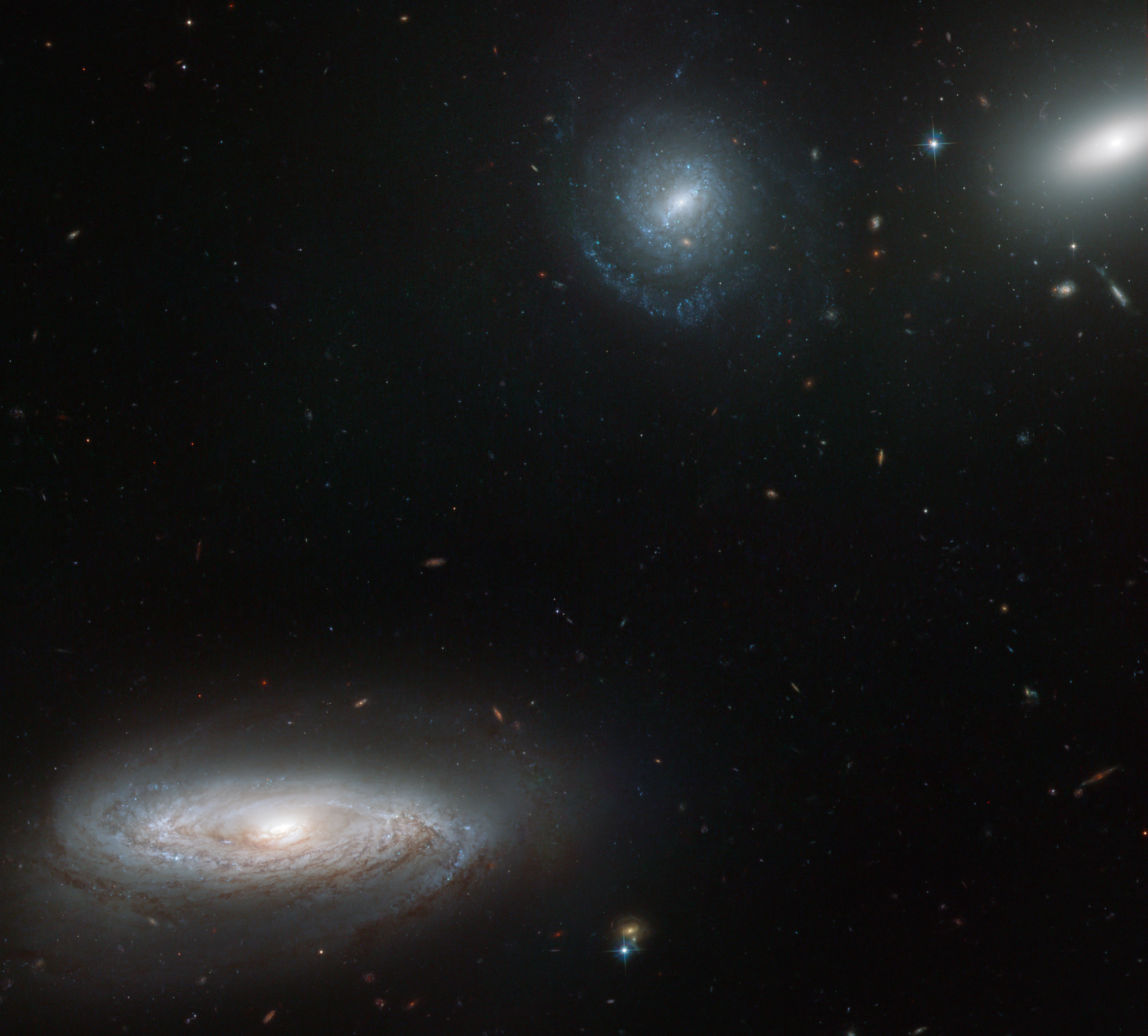
HCG 7 (Telescopio spaziale Hubble). Il gruppo è composto da una galassia lenticolare e tre galassie spirali.

Hickson Compact Group (abbreviato: HCG) è una raccolta di galassie pubblicata nel 1982 da Paul Hickson.
La lista comprende 100 oggetti. Il più famoso gruppo è HCG 92, meglio conosciuto come il Quintetto di Stephan.
Secondo Hickson:

## Galleria d'immagini

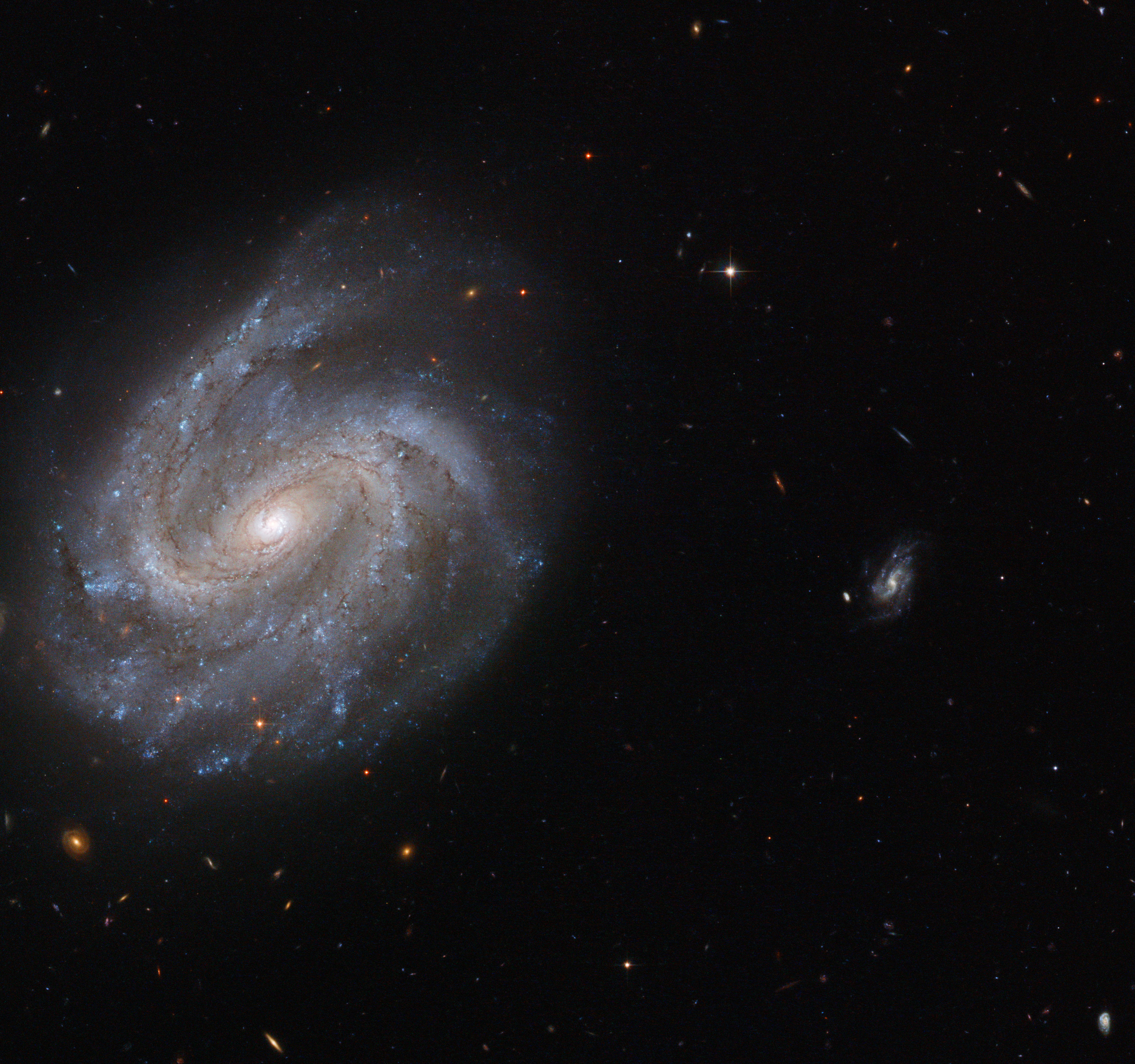
NGC 201 (una galassia spirale barrata simile alla Via Lattea
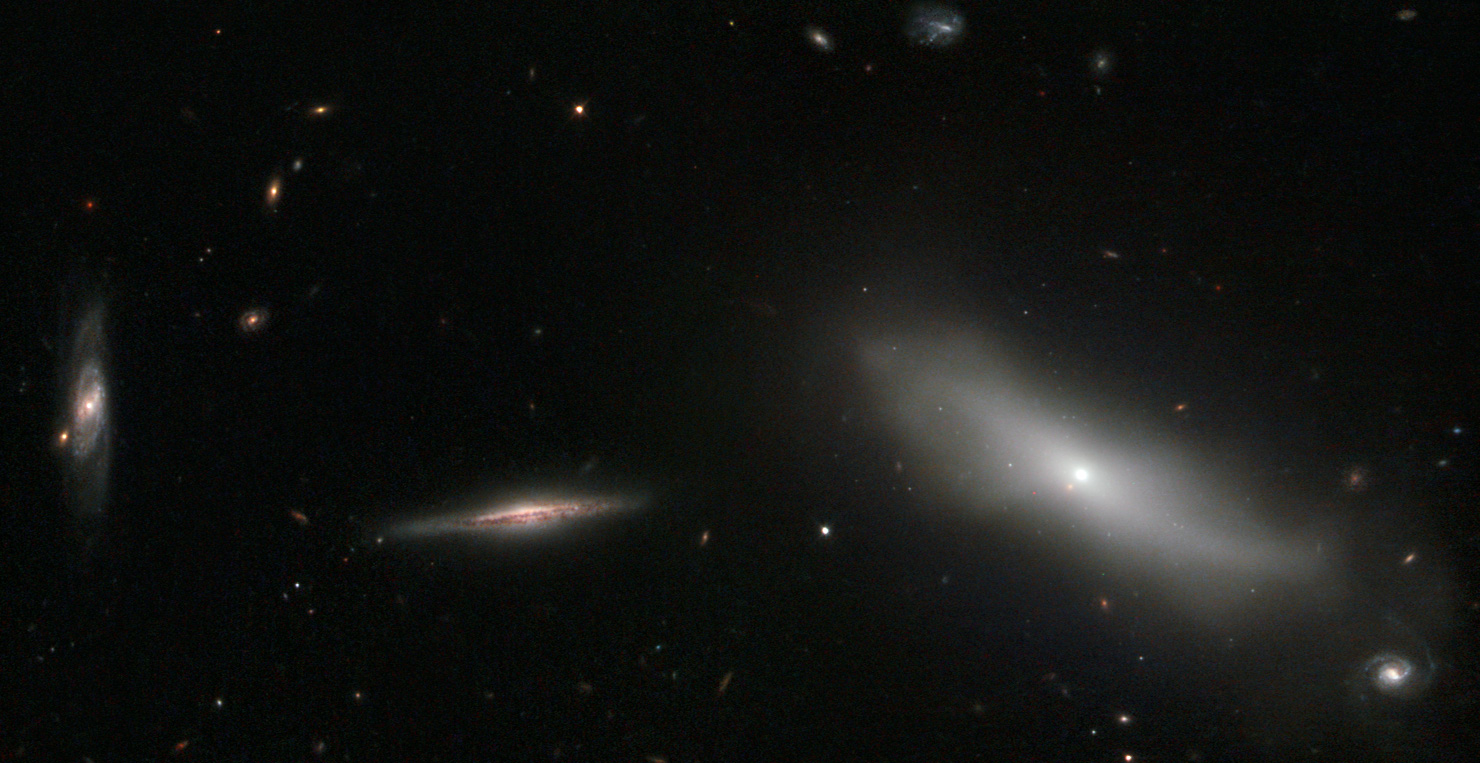
HCG 22 (Telescopio spaziale Hubble)
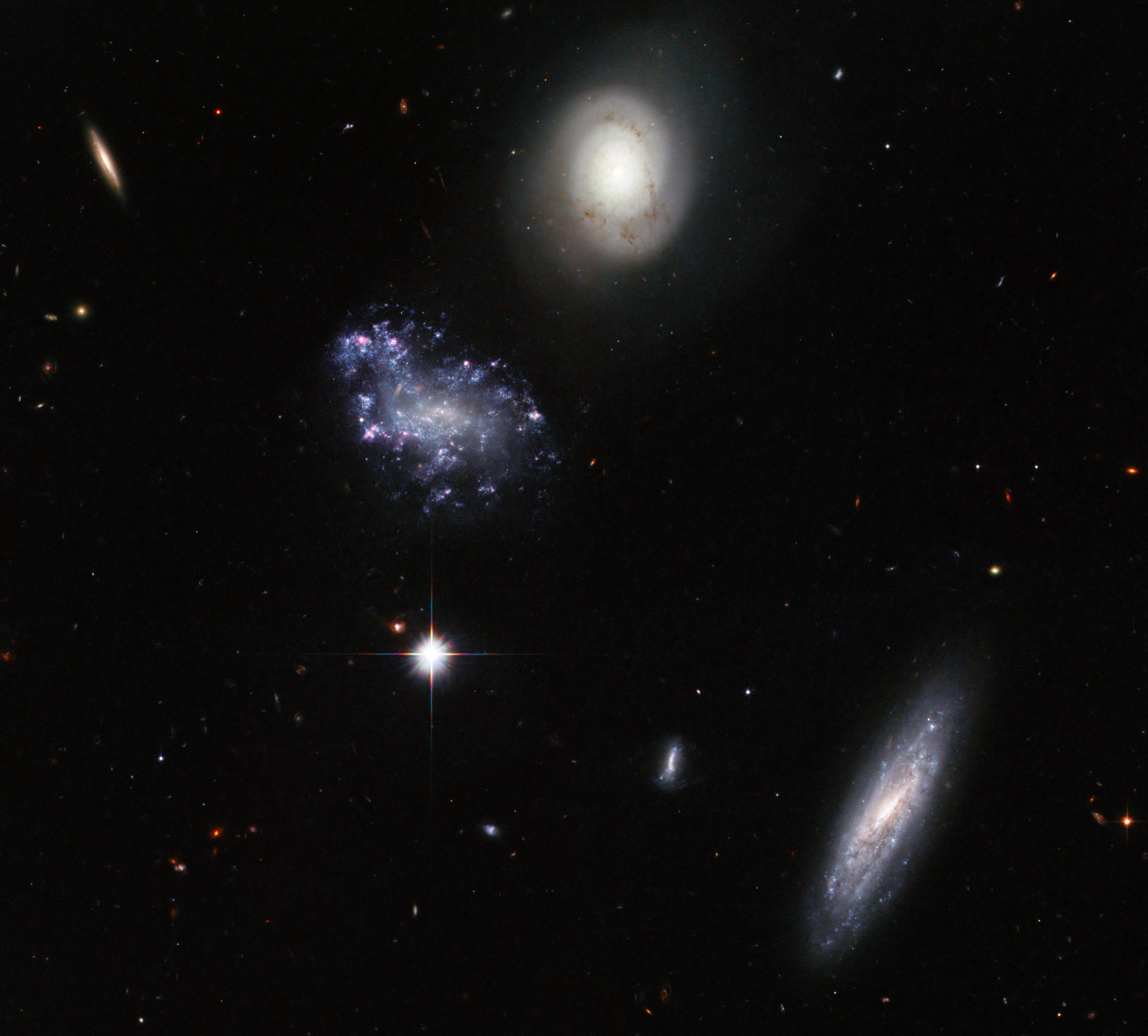
HCG 59 (Telescopio spaziale Hubble)
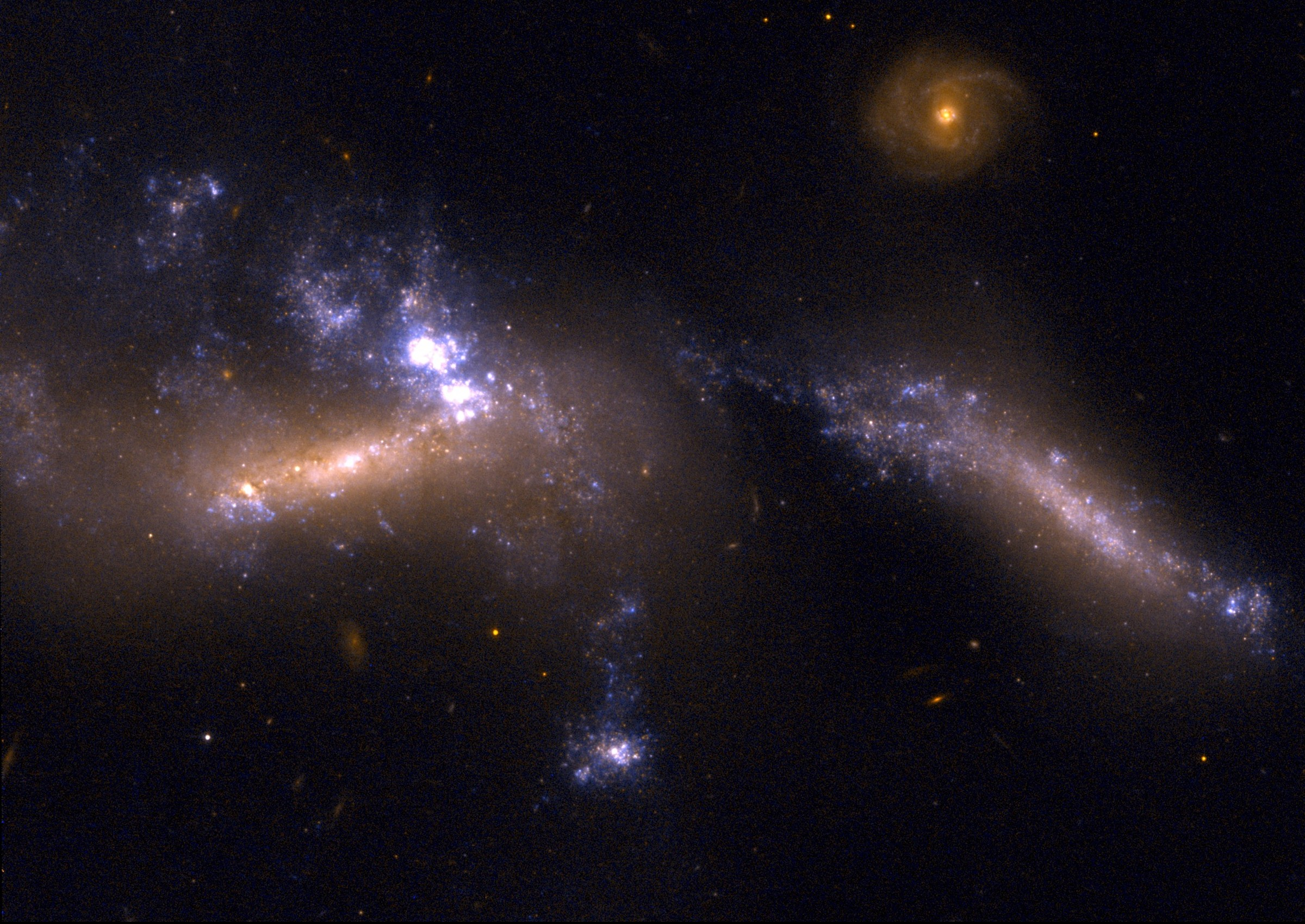
HCG 31 (Telescopio spaziale Hubble)
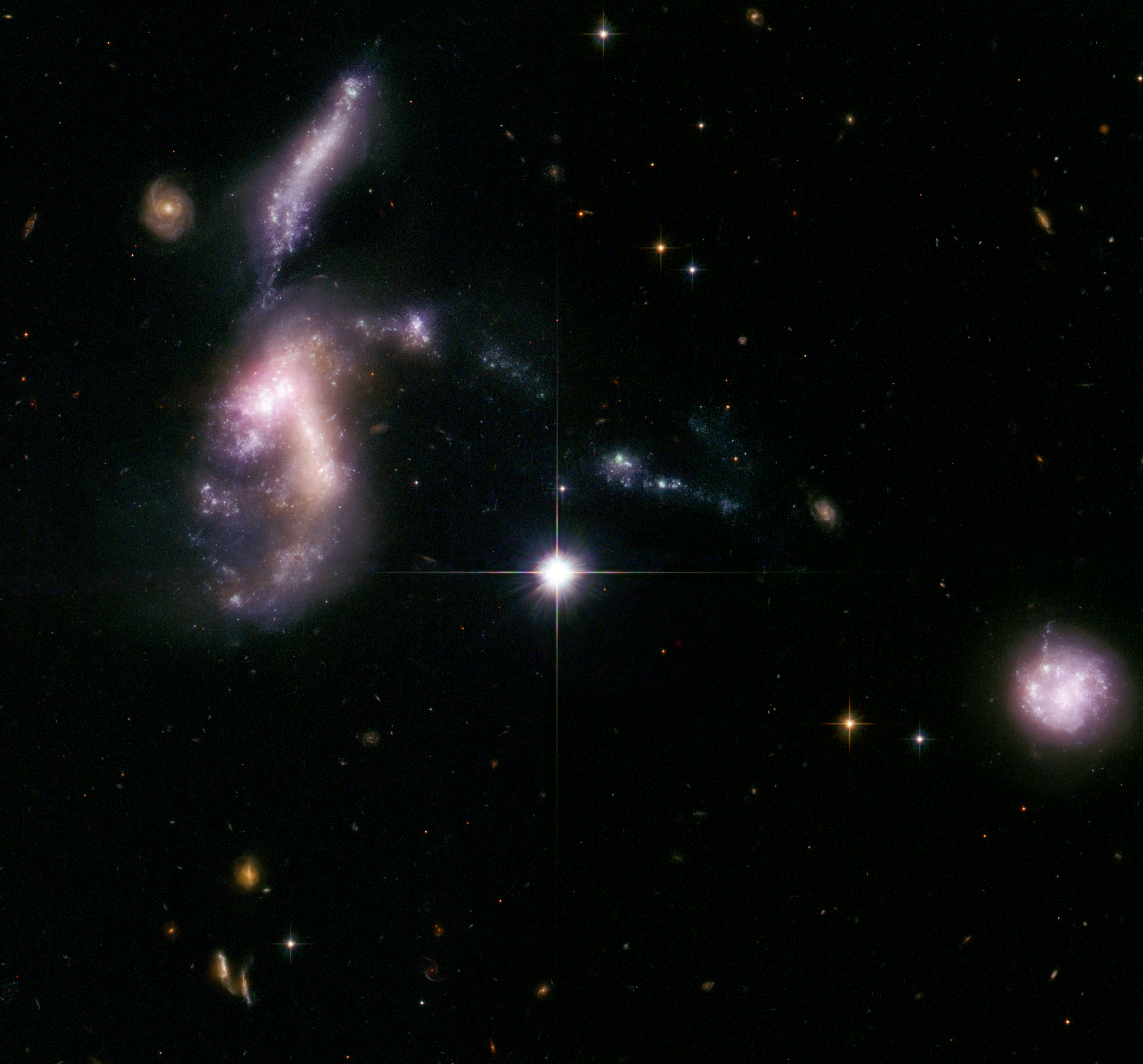
HCG 31
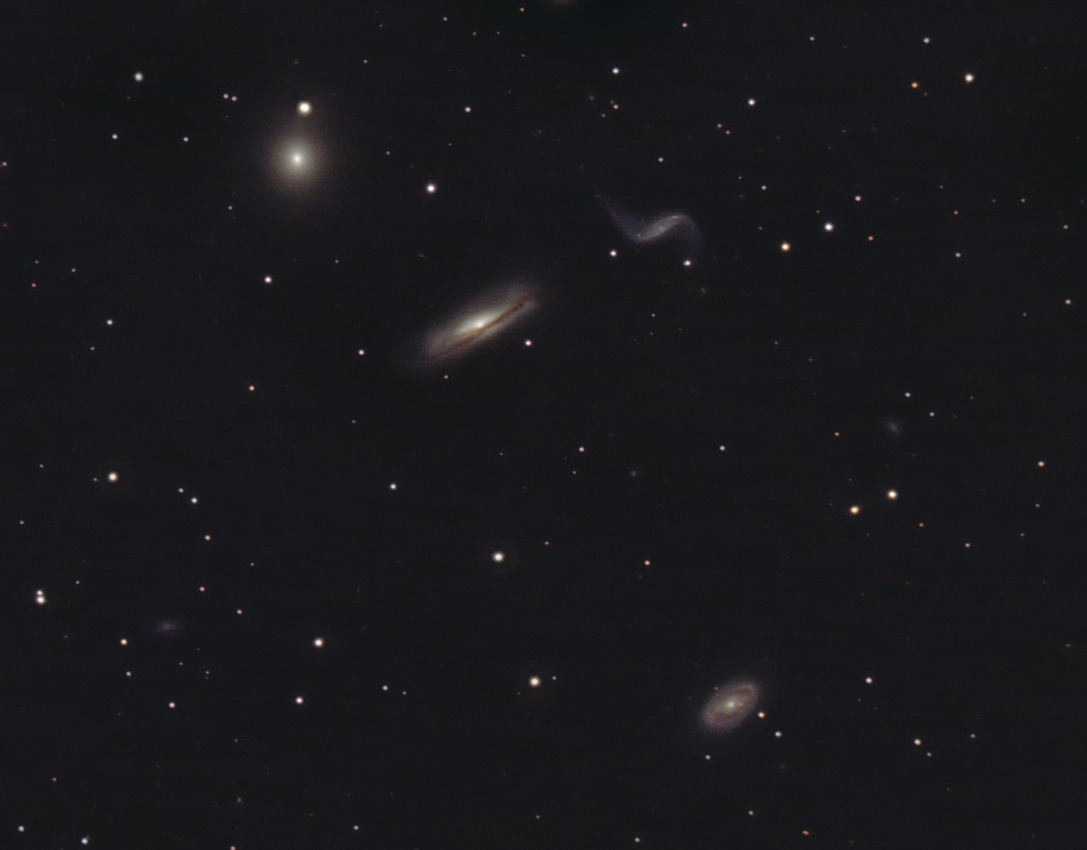
HCG 44